# Jean-François Rémi
Jean-Francois Rémi (16 de noviembre de 1927-21 de diciembre de 2007) fue un director y actor teatral, cinematográfico y televisivo de nacionalidad francesa.

## Biografía
Su verdadero nombre era Jacques-Pierre Poli, y nació en Olmeto, Córcega.
Durante la Segunda Guerra Mundial formó parte del grupo de soldados que participó en la Operación Dragoon el 15 de agosto de 1944 tras haber intervenido en la campaña de Italia. Hasta el momento de su muerte, fue presidente de la Asociación de actores combetientes.
Formado en el Conservatorio nacional superior de arte dramático, formó parte de la promoción de 1953, junto a artistas como Claude Rich y Jacques Toja.
Ingresó en la Comédie-Française en 1971, dejando la compañía en el año 1998. Fue escenógrado de numerosas representaciones teatrales, dirigiendo entre otras la pieza Fedra, de Jean Racine, llevada a escena en el Festival de Ramatuelle en 2006.
Jean-Francois Rémi falleció en Boulogne-Billancourt, Francia, en el año 2007.

## Filmografía

### Cine
- 1956 : Si Paris nous était conté, de Sacha Guitry
- 1959 : La Bête à l'affût, de Pierre Chenal
- 1960 : Austerlitz, de Abel Gance
- 1965 : Three Rooms in Manhattan, de Marcel Carné
- 1966 : La guerre est finie, de Alain Resnais
- 1967 : Bang-Bang, de Serge Piolet
- 1967 : Si j'étais un espion, de Bertrand Blier
- 1974 : Verdict, de André Cayatte
- 1974 : Les murs ont des oreilles, de Jean Girault
- 1975 : Les Noces de porcelaine, de Roger Coggio
- 1976 : Si c'était à refaire, de Claude Lelouch
- 1979 : À nous deux, de Claude Lelouch
- 1983 : Signes extérieurs de richesse, de Jacques Monnet
- 1984 : La Septième Cible, de Claude Pinoteau

### Télévision
- 1968 : Les Cinq Dernières Minutes, episodio Tarif de nuit, de Guy Séligmann
- 1970 : Les Cinq Dernières Minutes, episodio Une balle de trop, de Raymond Portalier
- 1971 : Aux frontières du possible
- 1974 : Les Cinq Dernières Minutes, de Claude Loursais, episodio Fausses Notes
- 1974 : Las brigadas del tigre, episodio La confrérie des loups, de Victor Vicas
- 1977 : Minichroniques, episodio Les Rêves d'enfants
- 1977 : Les Faucheurs de marguerites
- 1983 : Las brigadas del tigre, de Victor Vicas, episodio Rita et le Caïd